# Élections législatives indiennes de 1945
Des élections législatives ont lieu dans le Raj britannique en décembre 1945 afin d'élire les membres de l'Assemblée législative centrale et du Conseil d'État. 
Le Congrès 59 des 102 sièges élus et est le premier parti au sein de l'Assemblée. Mais ces élections sont également une victoire pour les partisans de la partition des Indes : la Ligue musulmane remporte tous les sièges réservés aux musulmans, sans toutefois s'imposer dans aucune autre circonscription.
Ces élections sont les dernières au sein des Indes britanniques : le prochain scrutin a lieu en 1951 en Inde et en 1970 au Pakistan.

## Résultats
| Groupe                     | Sièges | Leader              |
| -------------------------- | ------ | ------------------- |
| Congrès                    | 59     | Sarat Chandra Bose  |
| Ligue musulmane            | 30     | Muhammad Ali Jinnah |
| Akali Dal                  | 2      |                     |
| Indépendants               | 3      |                     |
| Européens                  | 8      | Percival Griffiths  |
| Total                      | 102    |                     |
| Source: Schwartzberg Atlas |        |                     |